# Shadowcat
Katherine "Kitty" Pryde, beter bekend onder haar alter ego Shadowcat, is een fictieve superheldin uit de strips van Marvel Comics, en een lid van de X-Men. Ze werd bedacht door Chris Claremont en John Byrne, en verscheen voor het eerst in Uncanny X-Men #129.
Kitty Pryde is een mutant met de gave om zichzelf en iedereen die haar vasthoudt door vaste voorwerpen te laten bewegen. Deze gave verstoort ook elk soort elektrisch veld waar ze doorheen loopt, en stelt haar in staat levitatie te simuleren. Verder beschikt ze over een hoog IQ en is een expert met computers.
Toen Kitty bij de X-Men kwam was ze het jongste lid dat ooit werd toegelaten.

## Publicatiegeschiedenis
Kitty Pryde werd geïntroduceerd in het X-Men-stripboek als gevolg van een redactionele mandaat dat het boek een school voor mutanten moest bevaten. Uncanny X-Men-tekenaar John Byrne heeft Kitty Pryde genaamd naar een klasgenote die hij in 1973 op de kunstschool Alberta College of Art and Design in Calgary had ontmoet. Hij vertelde Pryde dat hij haar naam leuk vond en vroeg haar om toestemming om het te gebruiken met de belofte dat hij zijn eerste originele comics karakter naar haar te noemen. Byrne tekende het karakter zodat ze ging lijken op een adolescent Sigourney Weaver. De fictieve Kitty Pryde verscheen voor het eerst in Uncanny X-Men nummer 129 in januari 1980 uit de handen van schrijver Chris Claremont en tekenaar Byrne als een zeer intelligente 13-jarig meisje. Volgens Claremont zijn verschillende eigenschappen van de persoonlijkheid van het personage afgeleid van Julie, de dochter van X-Men-redacteur Louise Simonson. Claremont en Byrne maakte het nieuwe personage een volwaardige X-Man in het nummer 139, waar ze was codenaam "Sprite" meekreeg. Zij was de hoofdpersoon in de verhaallijn "Days of Future Past", waar ze werd bezeten door haar oudere zelf, die door de tijd reisde naar het verleden om de massale uitroeiing van mutanten te voorkomen. De zesdelige miniserie Kitty Pryde and Wolverine (1984-1985), geschreven door Claremont, was een coming-of-age-verhaal, waarin ze van een meisje in een jonge vrouw verandert en de nieuwe naam "Shadowcat" aanneemt.

## Biografie
Katherine "Kitty" Pryde werd geboren in Deerfield, Illinois, als dochter van Carmen en Theresa Pryde. Rond haar dertiende begonnen de eerste tekenen van haar ontwakende mutantengaven zich te vertonen, vaak in de vorm van hoofdpijn. Ze werd benaderd door zowel de X-Men leider Charles Xavier als door de Hellfire Club’s Witte Koningin Emma Frost, die beide hoopten haar te kunnen rekruteren voor hun eigen team. Kitty koos uiteindelijk voor de X-Men omdat ze beter kon opschieten met Charles Xavier en de drie X-Men die hem vergezelden, en ze wel doorhad dat Emma Frost haar enkel wilde vanwege haar gaven.
Kitty werd al snel vrienden met Storm. Ze werden echter kort daarna samen met Wolverine en Colossus aangevallen door gewapende huursoldaten van de Hellfire Club. Kitty wist te ontkomen en waarschuwde Cyclops, Phoenix en Nightcrawler, die samen met Dazzler en Kitty de gevangen X-Men wisten te bevrijden. Echter, vanwege al deze gebeurtenissen leek het erop dat Kitty’s ouders haar geen toestemming zouden geven om op Xavier’s school te gaan studeren. Dit veranderde toen Jean Grey met haar gaven de herinneringen van Kitty’s ouders uitwiste en verving door valse, waardoor Kitty alsnog toestemming kreeg. Daarmee werd Kitty de jongste persoon ooit die zich bij de X-Men aansloot.
Gedurende haar tijd bij de X-Men werd Kitty verliefd op Colossus en werd goede vrienden met zijn zusje Illyana Rasputin. Hoewel ze zich in het begin ongemakkelijk voelde in het bijzijn van Nightcrawler en andere mutanten met fysieke mutaties, werd ze later ook goede vrienden met hem. Kitty ontmoette ook de zeer intelligente alien Lockheed die haar naar huis volgde na een missie in de ruimte.
Kitty werd later overgeplaatst naar de New Mutants, een team van jongere mutanten dat werd samengesteld tijdens afwezigheid van de X-Men. Kitty overtuigde Professor X om haar ook lid te laten blijven van de X-Men vanwege haar hoge intelligentie en het feit dat ze al een volledig getraind lid van het team was.
Gedurende de Kitty Pryde and Wolverine miniserie, werd Kitty bezeten door de demon ninja Ogun. Met behulp van Wolverine, die op dat moment haar mentor was, wist Kitty Ogun te weerstaan. Maar gedurende de korte periode dat hij haar in zijn macht had verkreeg Kitty al zijn ervaring op het gebied van vechtsporten, en behield dit ook nadat ze aan Ogun was ontsnapt. Ze keerde zo sterker dan ooit terug bij de X-Men, en nam officieel de naam Shadowcat aan.
Shadowcat raakte zwaargewond door toedoen van Harpoon gedurende de Mutant Massacre verhaallijn. Hierdoor werden haar krachten versterkt tot het punt dat ze continu door vaste voorwerpen kon lopen/vallen, tenzij ze zich sterk concentreerde. Ze werd uiteindelijk geholpen door Reed Richards, maar niet zonder problemen. Hij weigerde eerst omdat hij bang was haar niet te kunnen helpen.
Toen de meeste X-Men om leken te komen in het gevecht med de Adversary, sloten Nightcrawler en Shadowcat zich aan bij het Britse superheldenteam Excalibur. In haar tijd bij Excalibur had Shadowcat korte tijd een relatie met Black Air agent Peter Wisdom. Toen de Excalibur groep uit elkaar viel keerden Shadowcat en Nightcrawler terug naar de X-Men. Shadowcat verliet de X-Men weer nadat Colossus om leek te komen. Ze probeerde zichzelf een normaal leven te geven door te gaan studeren aan de Universiteit van Chicago. Niet veel later kwam haar vader om toen Cassandra Nova haar sentinels Genosha liet aanvallen.
Op advies van Cyclops en Emma Frost sloot Shadowcat zich wederom aan bij de X-Men, ondanks dat ze er niets voor voelde samen te werken met de voormalige White Queen. Dit wantrouwen was echter de hoofdreden dat Emma Shadowcat in het team wilde, omdat als ze ooit in haar oude gewoonten zou vervallen, Shadowcat dit waarschijnlijk het eerst zou opmerken. Op een van hun eerste missies ontdekte Shadowcat dat Colossus nog leefde, en de oude relatie tussen de twee bloeide weer op.

## Krachten en vaardigheden
Shadowcat heeft de gave om door vaste voorwerpen te lopen/zweven. Ze doet dit door haar atomen tussen de ruimtes binnen de moleculen van dit voorwerp heen te laten bewegen. Dit wordt in de Engelse strips "Phasing" (letterlijk vertaald: Faseren) genoemd. Shadowcats krachten zijn optioneel en ze moet zich erop concentreren om ze te activeren. Maar voor een bepaalde tijd, toen ze was verwond door Harpoon, keerde dit om en moest ze zich juist concentreren om haar krachten niet te gebruiken. Als Shadowcat faseert loopt ze niet op een vast oppervlak maar op de luchtmoleculen vlak daarboven. Dit stelt haar in staat om te stijgen of te dalen. In haar gefaseerde vorm is ze immuun voor fysieke en energieaanvallen, en heeft een verhoogde weerstand tegen telepathie. Haar gaven verstoren ook elektromagnetische velden van elektronische apparaten als ze hierdoorheen loopt.
De dichtheid van sommige materialen zoals Adamantium kan Shadowcat echter desoriënteren als ze hierdoorheen probeert te lopen. Ook is ze zelfs in haar gefaseerde vorm niet immuun voor magie.
Shadowcat kan haar krachten ook uitbreiden en zo andere mensen of voorwerpen mee laten faseren. Momenteel is ze sterk genoeg om twaalf personen tegelijk mee te nemen.
Dankzij haar krachten kan Shadowcat vijandige klappen ontwijken. Door op het juiste moment te faseren, slaat en door haar heen.
Naast haar mutantengaven is Shadowcat een genie op het gebied van technologie en informatica. Sinds ze bezeten is geweest door Ogun is ze ook een zeer ervaren vechter en getraind in onder andere aikido, karate, ninjutsu en krav maga.

## De echte Kitty Pryde
John Byrne vernoemde het personage Shadowcat/Kitty Pryde naar een klasgenoot die hij ontmoette op de kunstschool in Calgary in 1973. Hij vroeg haar toestemming haar naam te gebruiken omdat hij dit goed vond passen voor het door hem bedachte personage. Pryde ging akkoord omdat ze dacht dat dit toch geen gevolgen zou hebben. Maar later bleek Shadowcat zo populair onder X-Men-fans dat ze haar naam veranderde in K.D. Pryde om verdere verwarring met haar fictieve tegenhanger te voorkomen. Ze heeft sindsdien naar eigen zeggen gemengde gevoelens over haar status als beroemdheid, en wil ook graag dat mensen haar meer waarderen dan alleen als Shadowcats naamgenoot.

## Ultimate Shadowcat
In het Ultimate Marvel-universum verscheen Kitty Pryde voor het eerst in Ultimate X-Men #21. Op haar veertiende begonnen haar mutantgaven zich te ontwikkelen, waarop haar ongeruste moeder hulp zocht bij professor Charles Xavier. Kitty werd toegelaten op Xaviers school, onder haar moeders voorwaarde dat ze geen deel zou nemen aan de missies van de X-Men. Kitty negeerde deze waarschuwing en werd het jongste lid van de X-Men.
Ultimate Shadowcat had korte tijd een relatie met Iceman, voordat ze verliefd werd op Peter Parker. Ze begon zelfs de misdaad te bestrijden samen met Peters alter-ego Spider-Man, maar draagt hierbij een ander kostuum zodat zij en Peter ook in het dagelijks leven samen gezien kunnen worden.

## Shadowcat in andere media

### Televisie
- Shadowcat verscheen onder haar alias Sprite in de aflevering "The X-Men Adventure" van Spider-Man and His Amazing Friends. Haar stem werd gedaan door Sally Julian.
- Kitty Pryde was ook een karakter in de X-Men-aflevering Pryde of the X-Men, met de stem van Kath Soucie.
- In de animatieserie X-Men: Evolution is Shadowcat een van de hoofdpersonen. Ze is een briljante en zorgeloze tiener afkomstig uit een Joodse familie. Ze is verliefd op Avalanche, een van de leden van de Brotherhood of Mutants. Net als in de strips moet ze eerst niets hebben van Nightcrawler, maar begint hem later te accepteren als een van haar beste vrienden. Haar stem werd ingesproken door Maggie Blue O'Hara.

### Biografie in de films
- Films: X-Men, X2 en X-Men: The Last Stand (Ellen Page).

Kitty Pryde, ook wel Shadowcat genoemd, is een meisje dat door muren heen kan lopen. Ze zit op de school van Professor X. Als de school wordt aangevallen door William Stryker zakt ze door haar bed en rent ze door alles heen. Ze ontsnapt en komt terug als alles weer veilig is.
Later wordt ze verliefd op Iceman en vormt ze daarmee een rivaal voor Rogue. Ze helpt de andere X-Men tijdens hun gevecht met Magneto’s Brotherhood op Alcatraz, en redt Leech van Juggernaut.